# Mańkiwka
Mańkiwka (ukr. Маньківка, pol. hist. Mańkówka) – osiedle typu miejskiego na Ukrainie, w obwodzie czerkaskim, w rejonie humańskim.

## Historia
Pierwsza wzmianka o miejscowości pochodzi z 1622 roku. W 1627 roku było to prywatne miasto szlacheckie należące do kasztelana krakowskiego Jerzego Zbaraskiego.
Siedziba dawnej gminy Mańkówka w powiecie humańskim w guberni kijowskiej.
Podczas okupacji hitlerowskiej, w październiku 1941 roku Niemcy utworzyli getto dla żydowskich mieszkańców. Przebywało w nim około 800 osób. 18 kwietnia 1942 roku Niemcy zlikwidowali getto, kobiety, dzieci i osoby starsze zamordowali na miejscu, mężczyzn wywieziono do obozu w Buku. 
W 1965 roku Mańkiwka otrzymała status osiedla typu miejskiego.
W 1989 liczyło 9126 mieszkańców.
W 2013 liczyło 7901 mieszkańców.